# 김수홍
김수홍(金壽弘: 1601년~1681년 10월 4일(음력 8월 23일))은 조선 후기의 문신, 정치인, 작가로 자는 하보(夏甫), 본관은 (신)안동이다. 서인 소속이었으나 복제논쟁 때 서인의 당론을 지지하지 않고 남인의 당론을 따랐으며, 명나라 연호를 사용하자는 송시열과 그 지지자들과는 달리 청나라의 연호를 사용하자고 주장했다. 돈녕부도정 김광환(金光煥)의 아들이며 우의정 김상용(金尙容)의 손자이다.

## 생애
1634년 생원시에 입격, 생원이 되었으며 곧 성균관에 입학하였다. 1636년 성균관 유생으로 후금의 사신 용골대(龍骨大)를 참살하고 그 국서(國書)를 소각할 것을 상소하였다. 음보(蔭補)로 기용되어 승지·참판 등을 거쳐, 1681년 지돈령부사가 되었다.
당색으로는 서인이었으나 효종 사후 1659년 제1차 자의대비 복상문제 때, 당론을 따르지 않고 같은 서인 송시열(宋時烈)의 기년제(朞年制) 주장을 지지하지 않고 남인의 복제 주장을 따랐다. 1674년(현종 15) 제2차 자의대비(慈懿大妃) 복상문제 때, 역시 1659년의 제1차 자의대비 복상문제 때와 마찬가지로 자파인 송시열(宋時烈)의 기년제(朞年制) 주장을 지지하지 않고 남인의 복제 주장을 따랐다.
명청 교체기의 중국 연호 사용에서도, 명나라의 숭정(崇禎) 연호 사용을 주장하자는 송시열의 주장에 청나라의 강희(康熙) 연호를 쓰자고 주장했다.

## 저작
- 천하고금대총편람도(天下古今大總便覽圖)

## 가족 관계
- 조부 : 김상용(金尙容, 1561 ~ 1637)
- 조모 : 권개(權愷)의 딸 안동 권씨
  - 부친 : 김광환(金光煥, 1579 ~ 1642)
- 외조부 : 이철(李鐵, 1540 ~ ?)
- 외조모 : 목심(睦諶)의 딸 사천 목씨
  - 모친 : 숙부인 이계선(李桂仙, 1579 ~ ?)

## 기타
1666년에는 중국의 지도인 천하고금대총편람도(天下古今大總便覽圖)를 직접 제작, 편찬하였다. 그의 천하고금대총편람도(天下古今大總便覽圖)는 연대와 저자가 전하는 한국의 근세 고지도 중의 하나이다.

## 같이 보기
- 예송 논쟁
- 송시열
- 송준길
- 김수항
- 김수흥
- 나량좌
- 허목
- 윤휴